# Tetractinèl·lides
Els tetractinèl·lides (Tetractinellida) són un ordre de demosponges de la subclasse Heteroscleromorpha. Per primer cop descrit el 1876, aquest ordre va rebre una nova descripció el 2012 i va incloure els dos ordres (Astrophorida i Spirophorida), que es van convertir en subordres amb els noms Astrophorina i Spirophorina.

## Taxonomia
L'ordre Tetractinellida inclou 23 famílies repartides en tres subordres, amb un total de 1155 espècies:
- Subordre Astrophorina Sollas, 1887
  - Família Ancorinidae Schmidt, 1870
  - Família Calthropellidae Lendenfeld, 1907
  - Família Corallistidae Sollas, 1888
  - Família Geodiidae Gray, 1867
  - Família Isoraphiniidae Schrammen, 1924
  - Família Macandrewiidae Schrammen, 1924
  - Família Neopeltidae Sollas, 1888
  - Família Pachastrellidae Carter, 1875
  - Família Phymaraphiniidae Schrammen, 1924
  - Família Phymatellidae Schrammen, 1910
  - Família Pleromidae Sollas, 1888
  - Família Theneidae Carter, 1883
  - Família Theonellidae Lendenfeld, 1903
  - Família Thrombidae Sollas, 1888
  - Família Vulcanellidae Cárdenas, et al. 2011
- Subordre Spirophorina Bergquist & Hogg, 1969
  - Família Azoricidae Sollas, 1888
  - Família Samidae Sollas, 1888
  - Família Scleritodermidae Sollas, 1888
  - Família Siphonidiidae Lendenfeld, 1903
  - Família Spirasigmidae Hallmann, 1912
  - Família Stupendidae Kelly & Cárdenas, 2016
  - Família Tetillidae Sollas, 1886
- Subordre Thoosina Carballo et al., 2018
  - Família Thoosidae Cockerell, 1925